# James Syme Drew
Sir James Syme Drew, britanski general, * 1883, † 1955.